# Alojzij Čižek
Alojzij Čižek, slovenski rimskokatoliški duhovnik in katehetični pisatelj, * 27. maj 1869, Pilštanj, † 18. april 1933, Jarenina.

## Življenje in delo
Po končani gimnaziji in bogoslovju v Maribor je bil 1893 posvečen v duhovnika. Po nekaj letih kaplanske službe je prišel 1899 za meščanskošolskega kateheta v Maribor, od koder je 1907 odšel za župnika v Slovenj Gradec. V letih 1915–1918 je bil  vojni kurat na raznih bojiščih, po končani vojni pa se je ponovno vrnil v Slovenj Gradec.
Čižek je za meščanske šole v nemščini napisal učno knjigo liturgike (Gradec, 1911) in cerkvene zgodovine (Gradec, 1912).

## Zunanje povetave
- »Čižek Alojzij«. Slovenski biografski leksikon. Ljubljana: ZRC SAZU, 2013 – prek Slovenska biografija.